# موسيقى سفاردية

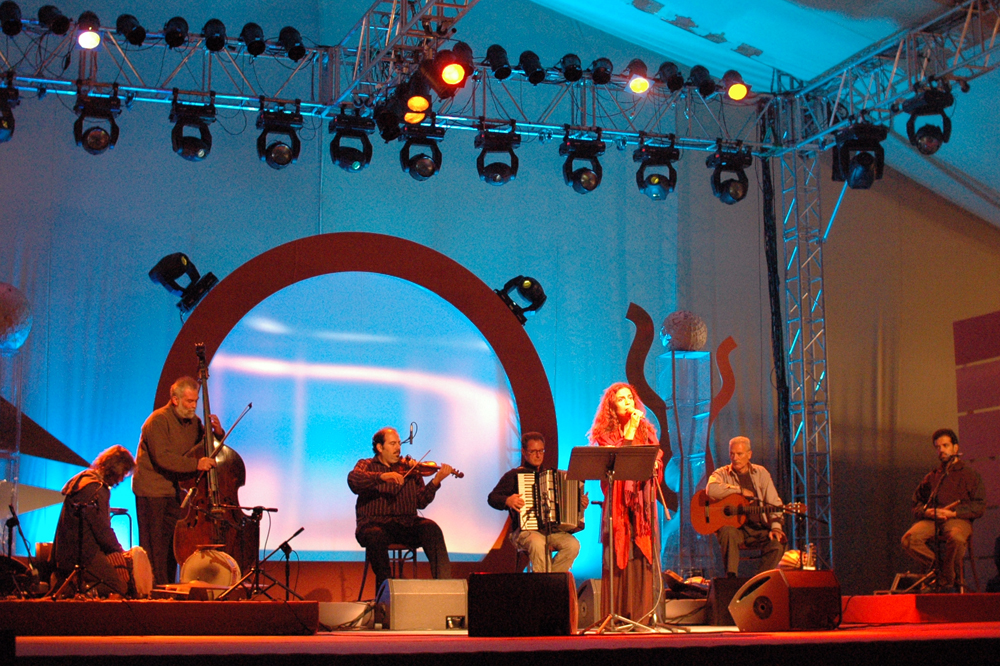
فرقة يهود سيفارديون من فرنسا والمغرب في وارسو، سبتمبر 2008

موسيقى سفاردي هو مصطلح يستخدم للإشارة إلى الموسيقى المتنوعة التي كان يزخر بها اليهود السفارديون، والتي تعود أصولها في المقام الأول إلى دول ما حول حوض البحر الأبيض المتوسط.
في التقليد العلماني، عادة ما تغنى المواد في لهجات إسبانية يهودية، على الرغم من وجود لغات أخرى مثل العبرية والتركية واليونانية، بالإضافة إلى اللغات المحلية الأخرى التي تستخدم على نطاق واسع. ويحتفظ اليهود السيفارديم على التقاليد الليتورجية الفريدة من نوعها جغرافيا.